# Simon König
Simon König (* 1985) ist ein österreichischer Radballspieler vom RC Höchst.

## Karriere
Seine Karriere begann beim RV Lustenau. Im Jahr 1998 gewann der die österreichische Meisterschaft der Schüler zusammen mit Claudio Grabher. Das nächste Jahr wechselte er zu den Junioren und belegte schon im ersten Jahr den dritten Rang zusammen mit Manuel Autengruber. Im Jahr 2000 belegte er Rang zwei und in den folgenden beiden Jahren gewann er bei den Junioren.
Danach wechselte er zum RC Höchst und spielte fortan mit Dietmar Schneider in der 1. Liga. In den sieben Jahren mit Dietmar stand er jedes Mal auf dem Podest der österreichischen Meisterschaft und gewann fünf Mal. Außerdem gewann er fünf Bronzemedaillen an der WM.
Seit der Saison 2010 spielt er mit Florian Fischer. Zusammen gewannen sie gleich die erste österreichische Meisterschaft und belegten im Jahr darauf den zweiten Rang.
Von 2005 bis 2013 gewann er den Europacup vier Mal und einmal den Gesamtweltcup.

## Erfolge
- Weltmeisterschaft
  -  Bronzemedaille 2004, 2005, 2006, 2008, 2009
- Gesamtweltcup
  - 1. Rang 2005
  - 2. Rang 2012, 2013, 2016, 2017
  - 3. Rang 2008, 2009
- Europacup/Europameisterschaft
  - 1. Rang 2008, 2009, 2011, 2013
  - 2. Rang 2006, 2012, 2017
  - 3. Rang 2010, 2015
- Österreichische Meisterschaft
  - 1. Rang 2004, 2005, 2006, 2008, 2009, 2010, 2013, 2015 (insgesamt 8 Mal)
  - 2. Rang 2003, 2007, 2011, 2016, 2017, 2018
  - 3. Rang 2012, 2014
- Österreichischer Cup
  - 1. Rang 2004, 2005, 2006, 2009, 2011, 2013, 2016
  - 2. Rang 2008, 2010, 2012, 2014, 2015, 2017, 2018
  - 3. Rang 2003, 2007

### Weltcup-Statistik
| Jahr                    | Partner               | 1. T.          | 2. T.          | 3. T.          | 4. T.          | Punkte | Quali | Finale         |
| ----------------------- | --------------------- | -------------- | -------------- | -------------- | -------------- | ------ | ----- | -------------- |
| 2003                    | Dietmar Schneider     | 8              | 4              | Goldmedaille   | 6              | 125    | 9     | –              |
| 2004                    | Dietmar Schneider     | 6              | 4              | Silbermedaille | Goldmedaille   | 155    | 4     | 5              |
| 2005                    | Dietmar Schneider     | 7              | Silbermedaille | Bronzemedaille | Goldmedaille   | 155    | 4     | Goldmedaille   |
| 2006                    | Dietmar Schneider     | Goldmedaille   | Goldmedaille   | Bronzemedaille | Goldmedaille   | 190    | 1     | 4              |
| 2007                    | Dietmar Schneider     | 5              | Silbermedaille | Silbermedaille | Silbermedaille | 165    | 2     | 7              |
| 2008                    | Dietmar Schneider     | Silbermedaille | Bronzemedaille | Silbermedaille | Goldmedaille   | 180    | 1     | Bronzemedaille |
| 2009                    | Dietmar Schneider (a) | Silbermedaille | Silbermedaille | 4              | Silbermedaille | 170    | 3     | Bronzemedaille |
| 2010                    | Florian Fischer       | 4              | 5              | Silbermedaille | Goldmedaille   | 160    | 5     | 8              |
| 2011                    | Florian Fischer       | Goldmedaille   | Bronzemedaille | Goldmedaille   | Goldmedaille   | 190    | 1     | 6              |
| 2012                    | Florian Fischer       | Goldmedaille   | Bronzemedaille | Bronzemedaille | 6              | 155    | 4     | Silbermedaille |
| 2013                    | Florian Fischer       | Bronzemedaille | Goldmedaille   | Silbermedaille | Silbermedaille | 180    | 4     | Silbermedaille |
| 2014                    | Florian Fischer       | Goldmedaille   | Bronzemedaille | Silbermedaille | Bronzemedaille | 175    | 2     | 7              |
| 2015                    | Florian Fischer       | Goldmedaille   | Silbermedaille | Goldmedaille   | 5              | 175    | 3     | 5              |
| 2016                    | Florian Fischer       | Goldmedaille   | Silbermedaille | Goldmedaille   | Goldmedaille   | 195    | 1     | Silbermedaille |
| 2017                    | Florian Fischer       | Silbermedaille | Silbermedaille | Silbermedaille | - (b)          | 135    | 2     | Silbermedaille |
| 2018                    | Florian Fischer (c)   | Silbermedaille | Silbermedaille | Goldmedaille   | -              | 140    | 3     | -              |
| Stand: 27. Oktober 2018 |                       |                |                |                |                |        |       |                |

Teilnahmen:  76

 Goldmedaillen:  21

 Silbermedaillen:  25

 Bronzemedaillen:  11

| Legende |
| --- |
| - Jahr: Nennt das Jahr des Weltcups. - Partner: Spielpartner in diesem Weltcup-Jahr. - 1. T.: (1. Turnier, von 4) Rang des Sportlers in diesem Turnier. - Punkte: Weltcup-Punkte, die der Spieler am Ende der Qualifikation hatte. - Quali: Rang am Ende der Qualifikation. - Finale: Rang im Finale, falls dieses erreicht wurde. |